# Gavi Singh Chera
Gavi Singh Chera (* 1994 oder 1995) ist ein britischer Schauspieler.

## Leben
Chera ist südasiatischer Abstammung und spricht neben Englisch Französisch und Panjabi. 2014 gab er sein Bühnenschauspieldebüt. Das Stück Behind the Beautiful Forevers wurde 2015 als Fernsehfilm ausgestrahlt. 2020 erlangte er seinen Bachelor of Arts in Schauspiel an der Royal Academy of Dramatic Art.
Bereits 2018 spielte Chera in einer Episode der Fernsehserie Doctors mit. Im selben Jahr wirkte er in einem Fernsehfilm der Filmreihe Vera – Ein ganz spezieller Fall mit. Nach mehreren Kurzfilmproduktionen erhielt er 2022 eine Episodenrolle in der Fernsehserie The Lazarus Project. Im selben Jahr verkörperte er in vier Episoden der Fernsehserie The Undeclared War die Rolle des Sajid Parvin. Außerdem mimte er die größere Rolle des Rajiv im Film Mother Teresa & Me. 2024 stellte er in drei Episoden der Fernsehserie Der Herr der Ringe: Die Ringe der Macht die Rolle des Hobbits Merimac Brandybuck dar. Im selben Jahr erhielt er eine Rolle in der Filmproduktion Blitz.

## Filmografie (Auswahl)
- 2015: National Theatre Live: Behind the Beautiful Forevers
- 2018: Doctors (Fernsehserie, Episode 19x134)
- 2018: Vera – Ein ganz spezieller Fall (Vera, Fernsehfilm, Home)
- 2020: Hard Pass (Kurzfilm)
- 2022: Temple (Kurzfilm)
- 2022: The Lazarus Project (Fernsehserie, Episode 1x02)
- 2022: The Undeclared War (Fernsehserie, 4 Episoden)
- 2022: Mother Teresa & Me
- 2024: Der Herr der Ringe: Die Ringe der Macht (The Lord of the Rings: The Rings of Power, Fernsehserie, 3 Episoden)
- 2024: Blitz

## Podcast (Auswahl)
- 2016: Tommies (Podcastserie, 3 Episoden)

## Theater (Auswahl)
- Pins and Needles, Regie: Amit Sharma, Kiln Theatre
- The Cherry Orchard, Regie: James Macdonald, The Yard Theatre
- 1922: The Waste Land, Regie: John Sackville, Jermyn Street Theatre
- Duck, Regie: Imy Wyatt Corner, Jermyn Street Theatre
- Our Generation, Regie: Daniel Evans, National Theatre / Chichester Festival Theatre
- Pygmalion, Regie: Sam Pritchard, Headlong
- Behind the Beautiful Forevers, Regie: Rufus Norris, National Theatre
- We are here, Regie: Rufus Norris, National Theatre
- Dr Blighty, Regie: Ajay Chhabra, Nutkhut
- Wuthering Heights, Regie: Emily Lim, National Youth Theatre
- Consensual, Regie: Pia Furtado, National Youth Theatre
- Merchant of Venice, Regie: Anna Niland, National Youth Theatre
- Swipe, Regie: Carolina Giammetta, National Youth Theatre / Arcola Tent
- Betrayal, Regie: Jonathan Moore, RADA / George Bernard Shaw Theatre
- Mercury fur, Regie: Donnacadh O’Briain, RADA / John Gielgud Theatre
- Macbeth, Regie: Philip Sheppard, RADA / Jerwood Vanbrugh Theatre
- Second Person Narrative, Regie: Matt Harrison, National Youth Theatre
- Boiler Room Projects, Regie: Juliet Knight, National Youth Theatre / Sheffield Theatres / Crucible Theatre
- Liminal, Regie: Cathy Owen, National Youth Theatre / Arcola Tent
- Babel, Regie: James Copp, National Youth Theatre / National Theatre’s Watch This Space Festival
- Much ado about nothing, Shakespeare for School’s Festival / Leatherhead Theatre